# Gobiconodon zofiae
Gobiconodon zofiae és una espècie de petits mamífers prehistòrics del gènere Gobiconodon que visqueren durant el Cretaci inferior. G. zofiae era un animal carnívor de mida petita-mitjana. Només se n'han trobat fòssils a la província de Liaoning (Xina). Aquests fòssils han servit per confirmar que la fórmula dental inferior del gènere Gobiconodon era 2: 1: 3-4: 5.
És de mida similar a l'espècie Gobiconodon borissiaski, però les dues espècies tenen la dentadura diferent. D'altra banda, és bastant més gran que l'espècie Gobiconodon hoburensis. El seu nom específic és un homenatge a la paleontòloga polonesa Zofia Kielan-Jaworowska.